# Sacirema
Sacirema är ett släkte av steklar. Sacirema ingår i familjen bracksteklar.
Kladogram enligt Catalogue of Life:
| Sacirema | \| \| Sacirema concava \| \| \| \| \| \| Sacirema infelix \| \| \| \| \| \| Sacirema lachrymosa \| \| \| \| |
|          | \| \| Sacirema concava \| \| \| \| \| \| Sacirema infelix \| \| \| \| \| \| Sacirema lachrymosa \| \| \| \| |
|          | Sacirema concava                                                                                            |
|          | |
|          | Sacirema infelix                                                                                            |
|          | |
|          | Sacirema lachrymosa                                                                                         |
|          | |